# Berlise
Berlise ist eine französische Gemeinde mit 104 Einwohnern (Stand 1. Januar 2022) im Département Aisne in der Region Hauts-de-France (vor 2016 Picardie). Sie gehört zum Arrondissement Vervins, zum Kanton Vervins und zum Gemeindeverband Portes de la Thiérache.

## Geographie
Die Gemeinde Berlise liegt am Fluss Hurtaut am Südostrand der Landschaft Thiérache an der Grenze zum Département Ardennes, 43 Kilometer nordöstlich von Laon. Nachbargemeinden von Berlise sind Rozoy-sur-Serre im Norden, Renneville im Osten, Le Thuel im Süden sowie Noircourt im Westen.

## Geschichte
Die Gemeinde wechselte am 1. Januar 2017 durch Erlass der Präfektur vom Arrondissement Laon zum Arrondissement Vervins.

### Bevölkerungsentwicklung
| Jahr                       | 1962 | 1968 | 1975 | 1982 | 1990 | 1999 | 2006 | 2013 | 2021 |
| -------------------------- | ---- | ---- | ---- | ---- | ---- | ---- | ---- | ---- | ---- |
| Einwohner                  | 172  | 151  | 139  | 128  | 108  | 100  | 118  | 121  | 105  |
| Quellen: Cassini und INSEE |      |      |      |      |      |      |      |      |      |

## Sehenswürdigkeiten
- Wehrkirche Saint-Martin